# Pterygotrigla spirai
Pterygotrigla spirai és una espècie de peix pertanyent a la família dels tríglids.

## Descripció
- Fa 15,3 cm de llargària màxima.[4]

## Hàbitat
És un peix marí i batidemersal que viu entre 250-440 m de fondària.

## Distribució geogràfica
Es troba al mar Roig: el Golf d'Aqaba.

## Observacions
És inofensiu per als humans.